# The Fall
I Fall sono stati un gruppo post-punk inglese formatosi a Prestwich nel 1976. La band ha avuto negli anni innumerevoli cambi di formazione, e l'unico componente stabile dalla sua fondazione è stato il frontman Mark E. Smith. Tra i musicisti che hanno militato per più tempo nella band oltre a Smith si annoverano i batteristi Paul Hanley e Karl Burns, i chitarristi Marc Riley, Craig Scanlon e Brix Smith e il bassista Steve Hanley le cui linee di basso melodico e circolare sono ampiamente accreditate nell'aver modellato il sound della band dagli album dei primi anni '80 come Hex Enduction Hour alla fine degli anni '90.
Associata per la prima volta al movimento punk della fine degli anni '70, la musica dei The Fall ha subito numerosi cambiamenti stilistici, spesso in concomitanza con i cambiamenti nella formazione del gruppo. Tuttavia, la loro musica è stata generalmente caratterizzata da un suono abrasivo, ripetitivo, guidato da chitarra, bassi e ritmi di batteria, e dai testi caustici di Smith.
I The Fall non hanno mai ottenuto un successo diffuso al di là dei singoli da classifica alla fine degli anni '80 ed all'inizio degli anni '90, ma hanno mantenuto un forte seguito tra i cultori dello stile musicale della band.
I The Fall sono stati definiti "la band più prolifica del movimento post-punk britannico" [4] Dal 1979 al 2017, pubblicarono trentadue album in studio e più di tre volte quel numero con album dal vivo e compilation (spesso pubblicati contro i desideri di Smith). Sono stati a lungo associati al disc jockey della BBC John Peel, che li ha sostenuti fin dall'inizio nella loro carriera e li hanno descritti come la sua band preferita, spiegando notoriamente, "sono sempre diversi; sono sempre gli stessi". La morte di Smith nel 2018 ha posto fine al gruppo.

## Storia
Inizialmente associato con il movimento punk rock, il gruppo è passato nella sua carriera attraverso molti generi diversi. La musica dei Fall è spesso caratterizzata da graffianti suoni di chitarra elettrica e da parti vocali incomprensibili e talvolta parlate piuttosto che cantate.
La morte di Mark E. Smith, avvenuta nel gennaio del 2018, ha segnatolo scioglimento della band. Nella loro lunga storia i Fall hanno dato alle stampe un album in studio al ritmo di quasi uno all'anno, a partire dal primo Live at the Witch Trials, datato 1979. I loro debutto discografico fu invece l'EP Bingo-Master's Break Out!, uscito nel 1978.

## Influenze
I The Fall hanno influenzato gruppi e artisti come Pavement, Happy Mondays, Sonic Youth, i Pixies, These New Puritans e LCD Soundsystem. I Sonic Youth hanno fatto delle cover di tre canzoni dei Fall (e "Victoria" dei Kinks, anch'essa eseguita dai Fall) in una Peel Session del 1988, che è stata pubblicata nel 1990 come EP, 4 Tunna Brix, sull'etichetta di Goofin della Sonic Youth. I Pixies hanno reinterpretato "Big New Prinz" durante il loro tour mondiale del 2013 . Gli artisti indie degli anni '90 Pavement (che ha registrato una versione di "The Classical") ed Elastica (Smith ha contribuito alla voce del loro EP e album finale) hanno mostrato un'influenza dei Fall, mentre i Suede hanno parodiato la band con "Implement Yeah!", Una canzone trovata nell'edizione a cassette del loro singolo "Electricity"
del 1999.

## Ultima formazione
- Dave Spurr - basso
- Pete Greenway - chitarra
- Keiron Melling - batteria

## Discografia
Album in studio
- 1979 - Live at the Witch Trials
- 1979 - Dragnet
- 1980 - Grotesque (After the Gramme)
- 1980 - Totale's Turns (It's Now or Never)
- 1981 - Slates
- 1982 - Hex Enduction Hour
- 1982 - Room to Live (Undilutable Slang Truth!)
- 1983 - Perverted by Language
- 1984 - The Wonderful and Frightening World of The Fall
- 1985 - This Nation's Saving Grace
- 1986 - Bend Sinister
- 1988 - The Frenz Experiment
- 1988 - I Am Kurious, Oranj
- 1989 - Seminal Live
- 1990 - Extricate
- 1991 - Shift-Work
- 1992 - Code: Selfish
- 1993 - The Infotainment Scan
- 1994 - Middle Class Revolt
- 1995 - Cerebral Caustic
- 1995 - The Twenty-Seven Points
- 1996 - The Light User Syndrome
- 1997 - Levitate
- 1999 - The Marshall Suite
- 2000 - The Unutterable
- 2001 - Are You Are Missing Winner
- 2002 - 2G+2
- 2003 - The Real New Fall LP (Formerly Country on the Click)
- 2004 - Interim
- 2005 - Fall Heads Roll
- 2007 - Reformation Post TLC
- 2008 - Imperial Wax Solvent
- 2010 - Your Future Our Clutter
- 2011 - Ersatz GB
- 2013 - Re-Mit
- 2015 - Sub-Lingual Tablet
- 2017 - New Facts Emerge

Album live
- 1982 - Live in London 1980
- 1982 - A Part of America Therein, 1981
- 1983 - Fall in a Hole
- 1993 - BBC Radio 1 Live in Concert
- 1997 - In the City...
- 1997 - 15 Ways to Leave Your Man, Live
- 1998 - Live to Air in Melbourne 1982
- 1998 - Live Various Years
- 1998 - Nottingham 92
- 2000 - Live 1977
- 2000 - I Am as Pure as Oranj
- 2000 - Live in Cambridge 1988
- 2001 - Austurbaejarbio (Live in Reykjavik 1983)
- 2001 - Live in Zagreb
- 2001 - Liverpool 78
- 2003 - Touch Sensitive... Bootleg Box Set
- 2003 - The Idiot Joy Show
- 2003 - Live at the Phoenix Festival
- 2005 - Live at Deeply Vale
- 2005 - Live from the Vaults - Oldham 1978
- 2005 - Live from the Vaults - Retford 1978
- 2005 - Live from the Vaults - Los Angeles 1979
- 2005 - Live from the Vaults - Glasgow 1981
- 2005 - Live from the Vaults - Alter Bahnoff, Hof, Germany 1981
- 2005 - Pearl City (Roskilde 1996)
- 2007 - Live at the Knitting Factory, New York 9 April 2001
- 2007 - Live at the Garage, London 20 April 2002
- 2007 - Live at the Knitting Factory, LA 14 November 2001
- 2007 - Live at the ATP Festival 28 April 2002
- 2009 - Last Night at The Palais (2009)
- 2013 - Live in San Francisco
- 2014 - Live Uurop VIII-XII Places in Sun & Winter, Son

Raccolte
- 1981 - 77–Early Years–79
- 1985 - Hip Priest and Kamerads
- 1986 - Nord-West Gas
- 1987 - Palace of Swords Reversed
- 1990 - 458489 A Sides
- 1990 - 458489 B Sides
- 1993 - The Collection
- 1994 - Backdrop
- 1996 - Sinister Waltz
- 1996 - Fiend with a Violin
- 1996 - Oswald Defence Lawyer
- 1997 - The Archive Series
- 1997 - The Less You Look, the More You Find
- 1997 - Oxymoron
- 1997 - Cheetham Hill
- 1998 - Smile... It's the Best of
- 1998 - Northern Attitude
- 1999 - The Peel Sessions
- 2000 - A Past Gone Mad
- 2000 - Psykick Dancehall
- 2001 - A World Bewitched
- 2002 - Totally Wired – The Rough Trade Anthology
- 2002 - The Rough Trade Singles Box
- 2002 - High Tension Line
- 2002 - Listening In
- 2002 - Early Singles
- 2003 - It's the New Thing! The Step Forward Years
- 2003 - Words of Expectation – BBC Sessions
- 2003 - The War Against Intelligence – The Fontana Years
- 2003 - Rebellious Jukebox
- 2003 - Time Enough At Last
- 2004 - 50,000 Fall Fans Can't Be Wrong – 39 Golden Greats
- 2005 - The Complete Peel Sessions 1978–2004
- 2006 - The Permanent Years – Paranoia Man in Cheap Sh*t Room
- 2007 - The Fall Box Set 1976-2007
- 2008 - I've Never Felt Better in My Life: 1979–1982
- 2009 - Rebellious Jukebox Volume 2
- 2010 - Rebellious Jukebox Volume 3
- 2013 - 13 Killers
- 2013 - The Fall 5 Albums
- 2017 - Singles 1978-2016: Deluxe 7cd Boxset

EP
- 1978 - Bingo-Master's Break-Out!
- 1980 - Fiery Jack
- 1981 - Slates
- 1984 - CREEP
- 1985 - Call for Escape Route
- 1987 - Peel Sessions
- 1990 - The Dredger
- 1993 - Kimble
- 2003 - The Fall vs 2003
- 2003 - (We Wish You) A Protein Christmas
- 2005 - Rude (All the Time)
- 2013 - The Remainderer
- 2016 - Wise Ol' Man